# محطة المدينة الجامعية
محطة المدينة الجامعية (بالفرنسية: Gare de Cité universitaire)، هي محطة للسكك الحديدية الفرنسية في خط سكو ‏، وتقع في الدائرة الرابعة عشرة من باريس تخدمها قطارات الخط B للشبكة الجهوية السريعة في إيل دو فرانس.